# Private Joy
Private Joy è un singolo estratto dall'album Controversy del cantautore statunitense Prince pubblicato il 16 luglio 1982.

## Descrizione
Questa vivace canzone dance-pop parla di come il suo protagonista non rivelerà mai l'identità della sua amante segreta, che non è nient'altro che suo.
Racconta di ciò che fanno insieme e del tempo che condividono. Dice anche di "avere strangolato Valentino" e che la ragazza "appartiene a Prince".
Il brano termina con un riff di chitarra e un effetto Larsen per mano di Prince e prosegue nel brano successivo di Controversy, Ronnie, Talk to Russia.

## Tracce
1. Do Me, Baby (Edit) – 3:57
2. Private Joy (Album Version) – 4:25

## Versione di LaToya Jackson
Private Joy è il quarto singolo estratto dall'album Heart Don't Lie della cantautrice e ballerina statunitense La Toya Jackson. Fu pubblicato nel 1984.

### Descrizione
Secondo la Jackson, l'etichetta discografica di Prince, la Controversy Music, la contattò per offrirle dei brani del cantante già pubblicati ma che non erano ancora diventati famosissimi, e la cantante scelse di realizzare una cover di Private Joy perché le sembrava che avesse delle sonorità molto moderne.

### Critica
Il quotidiano Los Angeles Times disse che "nota per nota, uguaglia Prince per intensità con la sua aggressività graffiante, scattante e pop".

### Tracce
Singolo 7" (Giappone)
1. Private Joy (Album Version) – 4:51
2. Heart Don't Lie (7") – 3:29

## Versione di Cheyne
L'artista Cheyne incise una versione di Private Joy per la colonna sonora del film Weird Science.

### Tracce
Vinile 12" (Stati Uniti)
1. Private Joy (Extended Version) – 5:30
2. Private Joy (Instrumental) – 5:44
3. Private Joy (Bonus Beats Plus Bass) – 4:28